# Локхарт, Кэтлин
Кэтлин Локхарт (англ. Kathleen Lockhart, урождённая Кэтлин Артур (англ. Kathleen Arthur); 9 августа 1894 — 18 февраля 1978) — американская актриса британского происхождения.
Родилась на юге Англии в пригороде Портсмута Саутси. Актёрскую карьеру она начала в Великобритании, а в 1924 году, после замужества с канадским актёром Джином Локхартом, иммигрировала в США. Год спустя у пары родилась дочь Джун Локхарт, ставшая как и родители актрисой.
В 1930 году Локхарт возродила свою актёрскую карьеру, дебютировав на Бродвее. Последующие двадцать пять лет она продолжала много сниматься в кино, на телевидении, а также играла на театральной сцене. Среди её киноработ такие картины как «Возлюбленные» (1938), «Человек победы» (1939), «Любовное безумие» (1941), «Леди в озере» (1946) и «История Гленна Миллера» (1953).
После смерти мужа в 1957 году Локхарт завершила свою карьеру, проведя оставшуюся жизнь в Калифорнии. Актриса умерла в 1978 году после длительной болезни в возрасте 83 лет и была похоронена на кладбище Святого креста в Калвер-Сити рядом с мужем. Её вклад в киноиндустрию США отмечен звездой на Голливудской аллее славы.